# Valastewaterval
De Valastewaterval is een waterval in de Estse provincie Ida-Virumaa. De waterval is 30 meter hoog en is daarmee de hoogste van Estland. Het water valt vanaf een kalksteenrots en bevindt zich op het hoogste punt van de Baltische Glint. In het droge seizoen in de zomer valt het water niet maar sijpelt het naar beneden. In de winter bevriest de waterval en de omringende bomen vanwege het hoge Noordelijke klimaat.